# Kvarndammen (Södra Vi socken, Småland, 640332-149758)
Kvarndammen är en sjö i Vimmerby kommun i Småland och ingår i Motala ströms huvudavrinningsområde.